# An der Schmücke
Die Stadt An der Schmücke ist eine Landgemeinde im Kyffhäuserkreis im deutschen Freistaat Thüringen, die am 1. Januar 2019 neugegründet wurde.
Sie wurde nach dem Höhenzug Schmücke benannt.

## Geographie

### Nachbargemeinden
An der Schmücke grenzt im Norden beginnend und im Uhrzeigersinn an folgende Städte und Gemeinden: Bad Frankenhausen/Kyffhäuser, Artern, Reinsdorf, Gehofen, Roßleben-Wiehe, Oberheldrungen, Kölleda, Sömmerda, Etzleben, Büchel und Kindelbrück.

### Stadtgliederung
Die Stadt besteht aus den Ortsteilen Bahnhof Heldrungen, Braunsroda, Bretleben, Gorsleben, Hauteroda, Heldrungen, Hemleben, Oldisleben und Sachsenburg.

## Geschichte

### Gründung der Landgemeinde
Im Rahmen der freiwilligen Zusammenschlüsse der Gebietsreform 2019 verständigten sich die Gemeinden Bretleben, Gorsleben, Hauteroda, Heldrungen (Stadt), Hemleben, Oldisleben auf eine Fusion zum 1. Januar 2019. Sie gehörten mit den Gemeinden Etzleben und Oberheldrungen zur Verwaltungsgemeinschaft An der Schmücke, welche ebenfalls zum 1. Januar 2019 aufgelöst wurde. Für die letztgenannten Gemeinden ist An der Schmücke als erfüllende Gemeinde tätig. Im November 2018 ist von fünf Bürgermeistern der Vorschlag eingebracht worden, die künftige Landgemeinde „Heldrungen“ zu nennen. Dieser Vorschlag konnte jedoch nicht einstimmig gefasst werden. Außerdem war die Anhörungsphase, in der schriftlich Stellung hätte bezogen werden müssen, schon beendet.

### Einwohnerentwicklung
In der nachstehenden Tabelle ist die Entwicklung der Einwohnerzahl seit der Gründung der Landgemeinde 2019 dargestellt. Ermittelt wurden die Werte jeweils zum Stichtag 31. Dezember.
| Jahr | Einwohner |
| ---- | --------- |
| 2019 | 5.967     |
| 2020 | 5.945     |
| 2021 | 5.948     |
| 2022 | 5.933     |
| 2023 | 5.906     |
| 2024 | 5.881     |

## Politik

### Stadtrat
Bei der Kommunalwahl am 26. Mai 2019 wurde der erste Stadtrat der neuen Stadt und Landgemeinde gewählt. Die folgende Wahl am 26. Mai 2024 führte zu folgendem Ergebnis (mit Vergleich zur Wahl 2019):
| Partei/Liste                        | Stimmenanteil | Sitze  | Ergebnis 2019   |
| Bürgergemeinschaft Schmücke         | 50,2 %        | 11     | 25,9 %, 5 Sitze |
| GUT*                                | 31,4 %        | 6      | –               |
| Bündnis Zukunft Heldrungen (BZH)    | 09,3 %        | 2      | –               |
| CDU                                 | 09,1 %        | 1      | 26,2 %, 5 Sitze |
| SPD                                 | –             | –      | 15,6 %, 3 Sitze |
| LINKE                               | –             | –      | 14,8 %, 3 Sitze |
| Bürger für Heldrungen (BfH)         | –             | –      | 09,4 %, 2 Sitze |
| Bretlebener Wählervereinigung (BWV) | –             | –      | 08,2 %, 2 Sitze |
| Wahlbeteiligung                     | 60,5 %        | 60,5 % | 58,1 %          |

* Gemeinschaft Unabhängiger Bürger Thüringer Pforte

### Bürgermeisterin
Bei der Bürgermeisterwahl am 7. März 2021 wurde Silvana Schäffer (CDU) bei einer Wahlbeteiligung von 35,3 % mit 57,2 % der gültigen Stimmen zur Bürgermeisterin der Stadt gewählt. Sie setzte sich dabei gegen Sandra Straßburg (parteilos) durch, die 42,8 % der Stimmen erhielt.

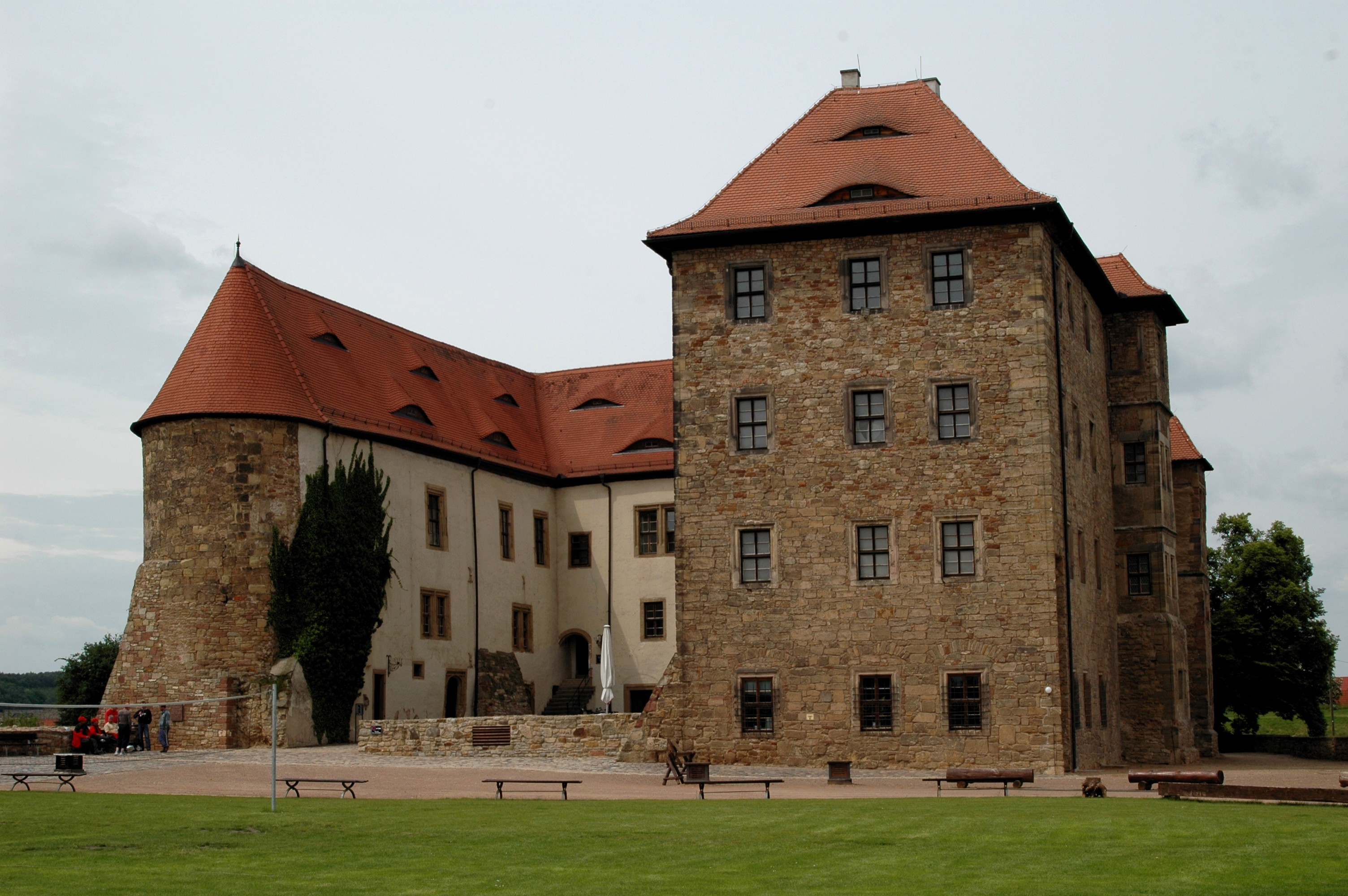
Wasserschloss Festung Heldrungen

## Sehenswürdigkeiten
- siehe → Liste der Bodendenkmale in An der Schmücke
- siehe → Liste der Kulturdenkmale in An der Schmücke

## Verkehr
An der Schmücke liegt an der Bahnstrecke Sangerhausen–Erfurt mit den Bahnhöfen Bretleben und Heldrungen. Die Bahnstrecken Bretleben–Sondershausen und Esperstedt–Oldisleben sind stillgelegt.